# Ostrozobkovití
Ostrozobkovití (Tityridae) představují čeleď pěvců z podřádu křikavých (Tyranni). Zástupci této čeledi se vyskytují od Mexika po Uruguay a severní Argentinu.

## Popis
Ostrozobkovití zahrnují menší až středně velké ptáky s oválným až válcovitým průřezem těla, střední až velkou hlavou a krátkým, tlustým krkem. Křídla jsou středně dlouhá, ocas střední až krátký, hranatého tvaru. Končetiny jsou krátké, s malými chodidly. Zobák je rovný a silný. Zbarvení peří může být různorodé, u většiny druhů dominuje bílé, šedé, černé nebo nahnědlé základní opeření, často pestřejší v případě samců. V posedu tito ptáci sedí relativně vzpřímeně.

## Chování
Ostrozobkovití žijí v různých lesních stanovištích, od relativně otevřených suchých lesů přes deštné pralesy až po horské mlžné lesy. Jde o všežravce, jejichž potravu tvoří především hmyz, drobní obratlovci a ovoce. Ostrozobkovití utvářejí monogamní páry, přičemž ve většině případů o snůšku a mláďata pečují oba rodiče. Množství druhů si hnízdo buduje v dutinách stromů z větviček, malých kořínků a listů. Zástupci rodu Pachyramphus si však vytvářejí velké, kulaté hnízdo, zástupci rodů Myiobius a Onychorhynchus si staví závěsné hnízdo s bočním vchodem a pro zástupce rodů Oxyruncus a Schifornis je zase typické otevřené hnízdo miskovitého tvaru. Snůšku tvoří dvě až čtyři, zřídka pět vajíček. Inkubační doba trvá 18 až 21 dní, mláďata se opeří za 20 až 30 dní.

## Systematika
Většina druhů nyní klasifikovaných v rámci čeledi ostrozobkovitých (Tityridae) původně spadala mezi kotingovité (Cotingidae) nebo tyranovité (Tyrannidae). Molekulárně-biologické studie podporují monofyletismus ostrozobkovitých a pokládají je za sesterské vůči kotingovitým, tyranovitým nebo pipulkovitým (Pipridae).
Přehled rodů:
- Iodopleura Lesson, 1839 – kotinga
- Laniisoma Swainson, 1832 – kotinga
- Laniocera Lesson, 1841 – kotinga
- Myiobius G. R. Gray, 1839 – tyranovec
- Onychorhynchus Fischer von Waldheim, 1810 – tyranovec
- Oxyruncus Temminck, 1820 – ostrozobka
- Pachyramphus Gray in Gould, 1839 – tityra
- Schiffornis Bonaparte, 1854 – pipulkovec
- Terenotriccus Ridgway, 1905 – tyranovec
- Tityra Vieillot, 1816 – tityra
- Xenopsaris Ridgway, 1891 – tityra